# Соловьёв, Алексей Евгеньевич
Алексе́й Евге́ньевич Соловьёв (род. 13 февраля 1964, Москва) — советский фигурист, чемпион СССР 1984 года, двукратный чемпион мира среди юниоров в спортивных танцах на льду.

## Биография
Начал заниматься фигурным катанием с 8 лет. С 11 лет начал тренироваться в ДЮСШ ЦСКА, его тренером в это время был Сергей Ческидов. Выступал с Еленой Батановой. В 1980 и 1981 годах пара становилась чемпионами мира среди юниоров. На чемпионате страны 1983 года были на четвёртом месте, а в 1984 году заняли первое место. На чемпионатах мира этих лет они заняли восьмое и седьмое место. Алексей Соловьёв работал в 1978—1985 годах инструктором по физической культуре и спорту в ЦСКА. Мастер спорта СССР международного класса.

## Спортивные достижения
| Соревнования/Сезоны              | 1979—80 | 1980—81 | 1981—82 | 1982—83 | 1983—84 | 1984—85 |
| -------------------------------- | ------- | ------- | ------- | ------- | ------- | ------- |
| Чемпионаты мира                  |         |         |         | 8       | 7       |         |
| Чемпионаты СССР                  |         |         |         | 4       | 1       |         |
| Приз газеты «Московский новости» |         |         |         | 4       |         |         |
| Турниры «NHK Trophy»             |         |         |         | 1       |         | 2       |
| Чемпионаты мира среди юниоров    | 1       | 1       |         |         |         |         |